# Деуит (окръг, Илинойс)
Окръг Деуит (на английски: DeWitt County) е окръг в щата Илинойс, Съединени американски щати. Площта му е 1049 km², а населението – 16 798 души (2000). Административен център е град Клинтън.